# Aleksandr Jerochin
Aleksandr Joerjevitsj Jerochin (Russisch: Александр Юрьевич Ерохин) (Barnaoel, 13 oktober 1989) is een Russisch voetballer die doorgaans speelt als middenvelder. In juli 2017 verruilde hij FK Rostov voor Zenit Sint-Petersburg. Jerochin maakte in 2016 zijn debuut in het Russisch voetbalelftal.

## Clubcarrière
Jerochin speelde in de jeugd van Dinamo Barnaoel en kwam hierna terecht in de opleiding van Lokomotiv Moskou. Bij deze club wist hij niet door te breken en in 2008 verkaste hij naar Sheriff Tiraspol. In Moldavië kreeg de middenvelder al snel een basisplaats en gedurende drie seizoenen speelde hij drieënzeventig competitiewedstrijden voor de club. Hierna keerde Jerochin terug naar Rusland, waar FK Krasnodar hem overnam. Anderhalf jaar later werd hij achtereenvolgens op huurbasis gestald bij SKA-Chabarovsk en FK Oeral. Oeral nam de middenvelder medio 2014 ook op definitieve basis over. Na anderhalf jaar als basisspeler trok FK Rostov de middenvelder aan. Met Rostov wist hij tweede te eindigen in de Premjer-Liga. In de zomer van 2017 maakte Jerochin de overstap naar Zenit Sint-Petersburg, waar hij zijn handtekening zette onder een verbintenis voor de duur van drie seizoenen.

## Clubstatistieken
| Seizoen | Club                  | Competitie        | Competitie | Competitie | Beker | Beker | Internationaal | Internationaal | Totaal | Totaal |
| Seizoen | Club                  | Competitie        | Wed.       | Dlp.       | Wed.  | Dlp.  | Wed.           | Dlp.           | Wed.   | Dlp.   |
| ------- | --------------------- | ----------------- | ---------- | ---------- | ----- | ----- | -------------- | -------------- | ------ | ------ |
| 2008/09 | Sheriff Tiraspol      | Divizia Națională | 27         | 11         | 0     | 0     | 4              | 1              | 31     | 12     |
| 2009/10 | Sheriff Tiraspol      | Divizia Națională | 28         | 11         | 0     | 0     | 8              | 0              | 36     | 11     |
| 2010/11 | Sheriff Tiraspol      | Divizia Națională | 18         | 6          | 0     | 0     | 11             | 3              | 29     | 9      |
| 2011/12 | FK Krasnodar          | Premjer-Liga      | 17         | 1          | 2     | 1     | —              | —              | 19     | 2      |
| 2012/13 | FK Krasnodar          | Premjer-Liga      | 2          | 0          | 1     | 1     | —              | —              | 3      | 1      |
| 2012/13 | → SKA-Chabarovsk      | FNL               | 9          | 2          | 2     | 0     | —              | —              | 11     | 2      |
| 2013/14 | → FK Oeral            | Premjer-Liga      | 25         | 2          | 1     | 0     | —              | —              | 26     | 2      |
| 2014/15 | FK Oeral              | Premjer-Liga      | 25         | 6          | 1     | 0     | —              | —              | 26     | 6      |
| 2015/16 | FK Oeral              | Premjer-Liga      | 12         | 4          | 2     | 0     | —              | —              | 14     | 4      |
| 2015/16 | FK Rostov             | Premjer-Liga      | 11         | 2          | 0     | 0     | —              | —              | 11     | 2      |
| 2016/17 | FK Rostov             | Premjer-Liga      | 25         | 4          | 0     | 0     | 13             | 1              | 38     | 5      |
| 2017/18 | Zenit Sint-Petersburg | Premjer-Liga      | 27         | 7          | 0     | 0     | 12             | 1              | 39     | 8      |
| 2018/19 | Zenit Sint-Petersburg | Premjer-Liga      | 16         | 6          | 1     | 0     | 9              | 0              | 26     | 6      |
| 2019/20 | Zenit Sint-Petersburg | Premjer-Liga      | 23         | 2          | 3     | 1     | 4              | 0              | 30     | 3      |
| 2020/21 | Zenit Sint-Petersburg | Premjer-Liga      | 25         | 7          | 2     | 0     | 5              | 1              | 32     | 8      |
| 2021/22 | Zenit Sint-Petersburg | Premjer-Liga      | 28         | 7          | 3     | 2     | 8              | 0              | 39     | 9      |
| 2022/23 | Zenit Sint-Petersburg | Premjer-Liga      | 20         | 2          | 8     | 0     | —              | —              | 28     | 2      |
| 2023/24 | Zenit Sint-Petersburg | Premjer-Liga      | 18         | 0          | 9     | 1     | —              | —              | 27     | 1      |
| 2024/25 | Zenit Sint-Petersburg | Premjer-Liga      | 20         | 2          | 10    | 3     | —              | —              | 30     | 5      |
| Totaal  | Totaal                | Totaal            | 376        | 82         | 45    | 9     | 74             | 7              | 495    | 98     |

Bijgewerkt op 23 juni 2025.

## Interlandcarrière
Jerochin maakte zijn debuut in het Russisch voetbalelftal op 31 augustus 2016, toen met 0–0 gelijkgespeeld werd tegen Turkije. De middenvelder moest van bondscoach Stanislav Tsjertsjesov als wisselspeler aan het duel beginnen en hij viel tien minuten na rust in voor Aleksej Mirantsjoek. De andere debutanten waren Fjodor Koedrjasjov (FK Rostov) en Joeri Gazinski (FK Krasnodar). Jerochin werd in mei 2018 door Tsjertsjesov opgenomen in de selectie van Rusland voor het wereldkampioenschap in eigen land. Rusland haalde de kwartfinale, waarin na strafschoppen verloren werd van Kroatië. In twee van de vijf wedstrijden van Rusland op het WK speelde Jerochin mee.
| Interlands van Aleksandr Jerochin voor Rusland | Interlands van Aleksandr Jerochin voor Rusland | Interlands van Aleksandr Jerochin voor Rusland | Interlands van Aleksandr Jerochin voor Rusland | Interlands van Aleksandr Jerochin voor Rusland | Interlands van Aleksandr Jerochin voor Rusland | Interlands van Aleksandr Jerochin voor Rusland |
| №                                              | Datum                                          | Wedstrijd                                      | Uitslag                                        | Competitie                                     | Goals                                          |                                                |
| Als speler bij FK Rostov                       | Als speler bij FK Rostov                       | Als speler bij FK Rostov                       | Als speler bij FK Rostov                       | Als speler bij FK Rostov                       | Als speler bij FK Rostov                       | Als speler bij FK Rostov                       |
| ---------------------------------------------- | ---------------------------------------------- | ---------------------------------------------- | ---------------------------------------------- | ---------------------------------------------- | ---------------------------------------------- | ---------------------------------------------- |
| 1                                              | 31 augustus 2016                               | Turkije – Rusland                              | 0 – 0                                          | Vriendschappelijk                              |                                                |                                                |
| 2                                              | 9 oktober 2016                                 | Rusland – Costa Rica                           | 3 – 4                                          | Vriendschappelijk                              |                                                |                                                |
| 3                                              | 10 november 2016                               | Qatar – Rusland                                | 2 – 1                                          | Vriendschappelijk                              |                                                |                                                |
| 4                                              | 15 november 2016                               | Rusland – Roemenië                             | 1 – 0                                          | Vriendschappelijk                              |                                                |                                                |
| 5                                              | 24 maart 2017                                  | Rusland – Ivoorkust                            | 0 – 2                                          | Vriendschappelijk                              |                                                |                                                |
| 6                                              | 28 maart 2017                                  | Rusland – België                               | 3 – 3                                          | Vriendschappelijk                              |                                                |                                                |
| 7                                              | 5 juni 2017                                    | Hongarije – Rusland                            | 0 – 3                                          | Vriendschappelijk                              |                                                |                                                |
| 8                                              | 9 juni 2017                                    | Rusland – Chili                                | 1 – 1                                          | Vriendschappelijk                              |                                                |                                                |
| 9                                              | 17 juni 2017                                   | Rusland – Nieuw-Zeeland                        | 2 – 0                                          | Confederations Cup 2017                        |                                                |                                                |
| 10                                             | 41 juni 2017                                   | Rusland – Portugal                             | 0 – 1                                          | Confederations Cup 2017                        |                                                |                                                |
| 11                                             | 24 juni 2017                                   | Rusland – Mexico                               | 1 – 2                                          | Confederations Cup 2017                        |                                                |                                                |
| Als speler bij Zenit Sint-Petersburg           |                                                |                                                |                                                |                                                |                                                |                                                |
| 12                                             | 7 oktober 2017                                 | Rusland – Zuid-Korea                           | 4 – 2                                          | Vriendschappelijk                              |                                                |                                                |
| 13                                             | 10 oktober 2017                                | Rusland – Iran                                 | 1 – 1                                          | Vriendschappelijk                              |                                                |                                                |
| 14                                             | 11 november 2017                               | Rusland – Argentinië                           | 0 – 1                                          | Vriendschappelijk                              |                                                |                                                |
| 15                                             | 14 november 2017                               | Rusland – Spanje                               | 3 – 3                                          | Vriendschappelijk                              |                                                |                                                |
| 16                                             | 23 maart 2018                                  | Rusland – Brazilië                             | 0 – 3                                          | Vriendschappelijk                              |                                                |                                                |
| 17                                             | 27 maart 2018                                  | Rusland – Frankrijk                            | 1 – 3                                          | Vriendschappelijk                              |                                                |                                                |
| 18                                             | 1 juli 2018                                    | Spanje – Rusland                               | 1 – 1 (3 – 4 w.n.s.)                           | WK 2018                                        |                                                |                                                |
| 19                                             | 7 juli 2018                                    | Rusland – Kroatië                              | 2 – 2 (3 – 4 v.n.s.)                           | WK 2018                                        |                                                |                                                |
| 20                                             | 7 september 2018                               | Turkije – Rusland                              | 1 – 2                                          | Nations League 2018/19                         |                                                |                                                |
| 21                                             | 10 september 2018                              | Rusland – Tsjechië                             | 5 – 1                                          | Vriendschappelijk                              | 78'                                            |                                                |
| 22                                             | 15 november 2018                               | Rusland – Frankrijk                            | 3 – 0                                          | Vriendschappelijk                              |                                                |                                                |
| 23                                             | 20 november 2018                               | Zweden – Rusland                               | 2 – 0                                          | Nations League 2018/19                         |                                                |                                                |
| 24                                             | 6 september 2019                               | Schotland – Rusland                            | 1 – 2                                          | EK 2020 kwalificatie                           |                                                |                                                |
| 25                                             | 15 november 2020                               | Turkije – Rusland                              | 3 – 2                                          | Nations League 2020/21                         |                                                |                                                |
| 26                                             | 18 november 2020                               | Servië – Rusland                               | 5 – 0                                          | Nations League 2020/21                         |                                                |                                                |
| 27                                             | 1 september 2021                               | Rusland – Kroatië                              | 0 – 0                                          | WK 2022 kwalificatie                           |                                                |                                                |
| 28                                             | 4 september 2021                               | Cyprus – Rusland                               | 0 – 2                                          | WK 2022 kwalificatie                           | 6'                                             |                                                |
| 29                                             | 7 september 2021                               | Rusland – Malta                                | 2 – 0                                          | WK 2022 kwalificatie                           |                                                |                                                |
| 30                                             | 8 oktober 2021                                 | Rusland – Slowakije                            | 1 – 0                                          | WK 2022 kwalificatie                           |                                                |                                                |
| 31                                             | 11 oktober 2021                                | Slovenië – Rusland                             | 1 – 2                                          | WK 2022 kwalificatie                           |                                                |                                                |
| 32                                             | 11 november 2021                               | Rusland – Cyprus                               | 6 – 0                                          | WK 2022 kwalificatie                           | 4', 87'                                        |                                                |

Bijgewerkt op 23 juni 2025.

## Erelijst
| Competitie            |                  |                                                      |                  |                  |
| Competitie            | Aantal           | Jaren                                                |                  |                  |
| Sheriff Tiraspol      | Sheriff Tiraspol | Sheriff Tiraspol                                     | Sheriff Tiraspol | Sheriff Tiraspol |
| --------------------- | ---------------- | ---------------------------------------------------- | ---------------- | ---------------- |
| Divizia Națională     | 2                | 2008/09, 2009/10                                     |                  |                  |
| Cupa Moldovei         | 2                | 2008/09, 2009/10                                     |                  |                  |
| Zenit Sint-Petersburg |                  |                                                      |                  |                  |
| Premjer-Liga          | 6                | 2018/19, 2019/20, 2020/21, 2021/22, 2022/23, 2023/24 |                  |                  |
| Koebok Rossii         | 2                | 2019/20, 2023/24                                     |                  |                  |
| Soeperkoebok Rossii   | 5                | 2020, 2021, 2022, 2023, 2024                         |                  |                  |